# Mihovilovići (arheološko nalazište)
Mihovilovići su arheološko nalazište u sjevernom dijelu Klisa znanom kao Klis-Grlo, a južno od zaseoka Mihovilovićâ.

## Opis
Vrijeme nastanka: 1. do 16. stoljeće. Arheološko nalazište Mihovilovići nalazi se u sjevernom dijelu Klisa znanom kao Klis-Grlo, a južno od zaseoka Mihovilovići. Radi se o višeslojnom arheološkom nalazištu smještenom na dobro branjenoj kamenoj uzvisini. U vrijeme kasnog brončanog i ranog željeznog doba na platou uzvisine se formira naselje gradinskog tipa o čemu nam svjedoče brojni površinski nalazi keramike. Antičkih ostataka, osim malobrojnih nalaza keramike, zasada nema. U srednjem vijeku, vjerojatno još u 14. ili 15. stoljeću, a sigurno u prvoj polovici 16. stoljeća, na jugoistočnom dijelu platoa gradi se manja utvrda. Na prikazima Klisa i okolice (najraniji je Martina kolunića-Rote iz 1560. godine) ova se tvrđava naziva S. Mihovil. Do danas su od tvrđave ostali očuvani samo ostatci glavne kule na istočnoj strani bedema koji sa svih strana zatvaraju kvadratni prostor površine oko 20 x 20 m.

## Zaštita
Pod oznakom Z-6290 zaveden je kao nepokretno kulturno dobro - pojedinačno, pravna statusa zaštićena kulturnog dobra, klasificirano kao "arheološka baština".